# Poliziotti a due zampe
Poliziotti a due zampe (Loose Cannons) è un film del 1990 diretto da Bob Clark.

## Trama
Due poliziotti indagano su un presunto film girato nel bunker di Hitler nel 1945 dove si vede un soldato uccidere il dittatore su sua richiesta; il filmato interessa anche agenti israeliani, neonazisti e la CIA.